# Columbia (Maryland)
Columbia je místo vytvořené pro účely sčítání lidu v okresu Howard County ve státě Maryland ve Spojených státech amerických. Nachází se mezi Washingtonem, D.C. a Baltimorem.
K roku 2020 zde žilo 104 681 obyvatel. S celkovou rozlohou 83 km² byla hustota zalidnění 1 266 obyvatel na km².